# 川谷絵音の約30分我慢してくれませんか
『川谷絵音の約30分我慢してくれませんか』（かわたにえのんのおよそさんじゅっぷんがまんしてくれませんか）は、2017年10月1日からJFN系列で放送されているラジオ番組である。番組制作は、ジャパンエフエムネットワーク（JFNC）。

## 概要
- 川谷にとってラジオのレギュラー番組は『SCHOOL OF LOCK!』（TOKYO FM）内のコーナー『ゲスの極みLOCKS!』以来である。
- 開始当初は川谷一人でトークを行っていたが、二回目の放送からは放送作家である小泉との二人でトークを行っている[注 1]。
- 番組終了後にはJFNの公式アプリ『AuDee』にて「反省会」が配信されている。
- 公式サイト内には『ゲスの極み乙女。indigo la Endのフロントマン。ギタリスト・キーボーディスト・作詞・作曲家でもあり現代の音楽マスターである川谷絵音が本音で語るおよそ30分！』と紹介されている。
- 番組の略称及びTwitterでのタグは「#30我慢」と決められており、川谷曰く「使わない人は認めない」。また初めはリスナーからの名前が長いというメールから「えのがま」と付けたが、誰も使っていないという指摘から「30我慢」と再度略称を決定した。
- 2023年7月23日放送分のオープニングトークにて、放送作家である小泉が入籍した事を発表した。2025年1月からは小泉が産休に入り、期間限定の代役として「SCHOOL OF LOCK!」「ナインティナインのオールナイトニッポン」などを担当している作家・いとかんが出演している。

## 番組の構成
1. 冒頭に川谷が一言呟き、テーマ曲が流れ、イントロ終わりで冒頭に呟いた一言を軸にしたオープニングトークを行う。
2. オープニングトーク後にフィラーを挟み、曲を放送。放送される曲は川谷自身が関わっているバンド（ゲスの極み乙女、indigo la End、DADARAY、ジェニーハイ、ichikoro、美的計画）の曲から選曲されることが多い。また、発売前の新曲を流すこともある。
3. 曲が終わるとコーナーに移る。コーナーは幾つかあるものから一つが選ばれる。
4. エンディングは再びテーマ曲が流れ、エンディングトーク、お知らせを行った後、川谷の「そろそろお約束の30分なので失礼します。以上、川谷絵音でした」（25分の放送局では曲の途中で「約30分が経ちましたので今週はこの辺で、また来週も聞いてください」と降りコメント）という一言で締めくくられる。

## コーナー
毎週、一つのみ行われる。川谷の発案でコーナーが発足されることもある。

### 継続中のコーナー
- ENO-TUBE

リスナーが作った楽曲音源を流して、川谷が評価する。初期では投稿数が少なかったためスタッフが作成した音声を流していたが、コーナーを重ねる毎にインディーズ・バンドやソロミュージシャン等の投稿や、リスナーからの他薦などが増え始めている。後にこのコーナーで紹介したバンドを集めたライブイベント『30我慢 presents 確認済みフェス』が2021年10月に下北沢ERAにて実施された。
- 辛口恋愛相談

リスナーからの恋愛の相談に川谷が答える。
- 絵音の棚

川谷が推薦する、またはリスナーから募集したテーマに沿った音楽を紹介するコーナー。
- お笑いENON道

ゲストに呼んだ芸人とトークをする。主にワタナベエンターテインメント所属のお笑い芸人からブッキングされることが多い。このコーナーに出演した縁から、後にお笑いコンビ、新作のハーモニカの二人がゲスの極み乙女。のライブにゲスト出演した。
- えの電

事前募集したリスナーのメールに明記された電話番号に、川谷が『逆電』をするコーナー。
- ふつおた

通称「ふつおた」。普通のお便りを読むコーナー。
- 私、僕の…大失恋物語。

「indigo la Endが好きな人は、ろくな恋愛をしていない」という川谷の発言から発足したコーナー。インディゴファン限定で大失恋話を募集する。
- 空耳我慢

長寿バラエティ番組『タモリ倶楽部』（テレビ朝日）の人気コーナーである『空耳アワー』をオマージュしたコーナー。邦楽・洋楽問わずにリスナーが見つけた「日本語以外で歌われているが、あたかも日本語のように聞こえる歌詞（空耳）」を募集する。

### 単発コーナー
- 絵音の部屋

川谷の旧知の友人などを招き、トークをするコーナー。番組初期から存在してはいたが、実際に行われたのはみおにゃんまるをゲストに迎えた2018年05月20日放送分が初となった。
- パーキングエリアに置いて行かれた話

パーキングエリアに置いて行かれた際のエピソードを募集する。番組開始一か月後に発足するも一通も送られてこなかった事からお蔵入りと化していたが、番組開始から6年後となる2022年10月10日放送分に初めてコーナーが行われた。
- バンドマンクズエピソード

リスナー、又は周りから聞いた、「このバンドマン、クズだな！」というエピソードを紹介する。

### 募集中のコーナー
- 絵音の、それがハードボイルド

リスナー、又は周りから聞いた、「ハードボイルド」なエピソードを川谷が、ハードボイルドかどうかを判断する。
- 美容室で隣に座った人の会話

美容室で隣に座った人が、どんな会話をしていたのかを募集する。
- おならにまつわる、エトセトラ

「おなら」が原因で○○なことになった！など、リスナーの周りで起こった「おならエピソード」を募集する。
- 周りで失踪した人、探します！のコーナー

周りで失踪した人がいたら、分かるだけの情報、失踪した年、どんな風に失踪してしまったのか、その人へのメッセージも合わせて送る。

## ゲスト及びその他の出演者
- 2017年11月26日 - パーパー
- 2018年5月20日 - みおにゃんまる
- 2018年5月27日 - 新作のハーモニカ、リンダカラー
- 2018年7月29日 - ジグロポッカ、Gパンパンダ
- 2018年8月19日、8月25日 - 休日課長
- 2018年9月30日、10月7日 - REIS、佐々木みお、服部恵津子
- 2018年11月11日 - パープルナンバー、ほどよし
- 2018年12月9日 - メカ節子
- 2019年4月28日 - 豆鉄砲、ポテトカレッジ
- 2019年7月21日 - コリアンチョップスクワッド、どんぐりパワーズ
- 2020年1月2日 - ラパルフェ、チュランペット
- 2020年11月29日 - アカツカ（South Penguin）
- 2021年2月7日、2月14日 - 長田カーティス、後鳥亮介、佐藤栄太郎（indigo la End）
- 2021年3月7日、14日 - アカツカ（South Penguin）
- 2021年5月23日 - アユチャンネル、ユースフルデイズ
- 2021年7月26日 - KYS動画研究所、川上朔（sweet rain）、LUA、新作のハーモニカ
- 2021年11月21日、28日 - アカツカ（South Penguin）
- 2022年3月20日 - こたけ正義感、ぱーてぃーちゃん
- 2022年5月2日、5月9日 - 休日課長、ちゃんMARI、ほな・いこか（ゲスの極み乙女）
- 2022年7月3日 - 休日課長
- 2022年7月10日 - 生駒恭明（株式会社リンケージ・代表取締役社長）
- 2022年7月17日、24日 - 休日課長、アカツカ（South Penguin）
- 2022年10月30日 - ドンココ、ナチョス。
- 2022年11月27日、12月4日 - 休日課長、アカツカ（South Penguin）
- 2023年3月5日 - ちゃんぴおんず
- 2023年3月12日 - 新作のハーモニカ
- 2023年4月30日 - 休日課長、アカツカ（South Penguin）、ちゃんぴおんず、バッドナイス常田、溝上たんぼ（新作のハーモニカ）、井上郁弥（鉛筆ドリル）、街裏ぴんく[注 2]
- 2023年5月7日 - 休日課長、アカツカ（South Penguin）、Hamabe[注 3]
- 2023年5月14日 - 休日課長、アカツカ（South Penguin）、ちゃんぴおんず、井上郁弥（鉛筆ドリル）[注 4]
- 2023年8月27日 - らびっとビーチ、足腰げんき教室
- 2023年10月8日、15日 - アカツカ（South Penguin、Guiba）
- 2023年10月22日、10月29日 - 長田カーティス、後鳥亮介、佐藤栄太郎（indigo la End）
- 2023年11月26日 - 青色1号
- 2023年12月24日 - 幻ついんず
- 2024年2月21日 - リンダカラー∞、江戸マリー
- 2024年3月17日 - 奥中康一郎（えんぷてい）
- 2024年3月24日 - アカツカ（South Penguin、Guiba）
- 2024年3月31日 - こてつ（ファイヤーサンダー）
- 2024年6月2日 - デッチボックス、ボシマックス
- 2024年8月25日 - ケミカル幕府、エマ
- 2024年11月24日 - 柴田聡子
- 2024年12月8日 - いちろー（wagamama）
- 2024年12月22日 - 紅マドンナ、コメジマン
- 2025年1月12日 - ピ夜
- 2025年1月19日、26日 - adieu（上白石萌歌）
- 2025年2月16日 - 井上花月、鈴木迅（Laura day romance）
- 2025年2月23日 - 大渕野々花
- 2025年3月2日 - 奥中康一郎（えんぷてい）
- 2025年4月6日 - 京英一、木幡徹己（雪国）
- 2025年4月13日、20日 - 中嶋イッキュウ（tricot、ジェニーハイ）
- 2025年5月18日 - 清竜人
- 2025年6月8日 - アリオス、飯食って寝ろ!

## テーマソング
オープニング、エンディング共に、川谷によるオリジナル楽曲が使用されている。元々は川谷が所属するインストバンドichikoroの楽曲として作られたものであり、川谷が作曲を担当したドラマ『ぼくは麻理のなか』の劇伴のデッドストック。タイトルは仮のものとして『メインテーマ』『30我慢』などが付けられている。

## ネット局
2022年1月現在。放送時間の早い順から記載。
全局『radiko』（プレミアム含む）で聴取可能。

### 現在
| 放送対象地域   | 放送局名                                    | 放送時間               | 備考      |
| -------------- | ------------------------------------------- | ---------------------- | --------- |
| 広島県         | 広島エフエム放送（HFM）                     | 毎週日曜 18:30 - 18:55 | [ 注 5 ]  |
| 岡山県         | 岡山エフエム放送（FM OKAYAMA）              | 毎週日曜 24:15 - 24:45 |           |
| 福井県         | 福井エフエム放送（FM FUKUI）                | 毎週日曜 24:30 - 25:00 |           |
| 群馬県         | エフエム群馬（FM GUNMA）                    | 毎週月曜 20:00 - 20:30 |           |
| 三重県         | 三重エフエム放送（レディオキューブ FM三重） | 毎週月曜 20:00 - 20:30 |           |
| 富山県         | 富山エフエム放送（FMとやま）                | 毎週月曜 21:30 - 22:00 | [ 注 6 ]  |
| 島根県・鳥取県 | エフエム山陰（V-air）                       | 毎週火曜 20:00 - 20:30 |           |
| 長崎県         | エフエム長崎（FM Nagasaki）                 | 毎週火曜 20:00 - 20:30 |           |
| 新潟県         | エフエムラジオ新潟（FM-NIIGATA）            | 毎週火曜 21:25 - 21:55 | [ 注 7 ]  |
| 大阪府         | エフエム大阪（FM大阪）                      | 毎週火曜 28:30 - 28:55 |           |
| 青森県         | エフエム青森（AFB）                         | 毎週水曜 20:30 - 20:55 |           |
| 栃木県         | エフエム栃木（RADIO BERRY）                 | 毎週水曜 20:30 - 20:55 |           |
| 滋賀県         | エフエム滋賀（e-radio）                     | 毎週水曜 20:30 - 20:55 |           |
| 徳島県         | エフエム徳島（FM TOKUSHIMA）                | 毎週水曜 21:00 - 21:30 |           |
| 宮崎県         | エフエム宮崎（JOY FM）                      | 毎週水曜 21:30 - 21:55 | [ 注 8 ]  |
| 宮城県         | エフエム仙台（Date fm）                     | 毎週木曜 25:00 - 25:30 |           |
| [ 注 9 ]       | InterFM897                                  | 毎週金曜 15:30 - 16:00 | [ 注 10 ] |
| 岩手県         | エフエム岩手（FM IWATE）                    | 毎週土曜 18:30 - 19:00 | [ 注 11 ] |
| 香川県         | エフエム香川（FM香川）                      | 毎週土曜 19:00 - 19:30 |           |
| 兵庫県         | 兵庫エフエム放送（Kiss FM KOBE）            | 毎週土曜 20:00 - 20:30 |           |
| 長野県         | 長野エフエム放送（FM長野）                  | 毎週土曜 26:30 - 27:00 |           |
| 福島県         | エフエム福島（ふくしまFM）                  | 毎週土曜 27:30 - 28:00 |           |
| 佐賀県         | エフエム佐賀（FMS）                         | 毎週土曜 27:30 - 28:00 |           |

### 過去
| 放送対象地域 | 放送局名                | 放送時間               | 放送期間                      |
| ------------ | ----------------------- | ---------------------- | ----------------------------- |
| 高知県       | エフエム高知（Hi-Six）  | 毎週木曜 25:00 - 25:30 | 2017年10月5日 - 2018年9月27日 |
| 秋田県       | エフエム秋田（AFM）     | 毎週日曜 22:00 - 22:30 | 2017年10月6日 - 2020年3月29日 |
| 愛知県       | エフエム愛知 (FM AICHI) | 毎週水曜 27:30 - 28:00 | 不明 - 2024年2月28日          |